# Walking in the Rain / Stars to Shine Again
Pour les articles homonymes, voir Walking in the Rain.
Singles de SPEED
Be My Love
(27 août 2003) Ashita no Sora
(12 nov. 2008)
Walking in the Rain / Stars to Shine Again (titré en minuscules : Walking in the rain / Stars to shine again) est le quatorzième single du groupe SPEED, sorti en 2003.

## Présentation
Le single sort le 27 novembre 2003 au Japon sur le label Sonic Groove. Il atteint la 13e place du classement des ventes de l'Oricon, et reste classé pendant sept semaines. C'est alors le single le moins bien classé et le moins vendu du groupe.
Le single sort trois ans et demi après la séparation du groupe en mars 2000 (il s'était reformé ponctuellement en 2001 pour un concert de charité). Il sort à l'occasion d'une nouvelle reformation temporaire de SPEED en support de l'organistion caritative internationale Save the Children, pour laquelle le groupe sort en quelques mois deux nouveaux singles (avec Be My Love sorti trois mois auparavant), et deux albums.
C'est un single "double face A", le premier du groupe, contenant deux chansons principales et leurs versions instrumentales. C'est aussi son premier single à ne pas avoir été 
écrit, composé et produit par Hiromasa Ijichi : Walking in the Rain a été écrite et composée par deux membres du groupe Gospellers (en), et Stars to Shine Again par Tomoko Kawase (sous ses alias Tommy february6 et Malibu Convertible). Le single contient deux autres titres : une version remixée de la chanson du précédent single Be My Love, et une version live de celle du single le plus vendu du groupe, White Love.
Les deux chansons principales figurent donc sur le nouvel album original Bridge qui sort le même jour que le single (ce qui peut expliquer ses faibles ventes), et seront interprétées sur l'album live Best Hits Live qui sortira en février suivant. Contrairement à la plupart de celles des autres singles du groupe, elles ne seront pas reprises sur l'album Speedland de 2009.

## Liste des titres
| CD    | CD                                             | CD                                   | CD    | CD | CD | CD | CD | CD | CD |
| No    | Titre                                          | Paroles / Musique                    | Durée |    |    |    |    |    |    |
| ----- | ---------------------------------------------- | ------------------------------------ | ----- | -- | -- | -- | -- | -- | -- |
| 1.    | Walking in the Rain (Walking in the rain)      | Yutaka Yasuoka / Kaoru Kurosawa      | 5:06  |    |    |    |    |    |    |
| 2.    | Stars to Shine Again (Stars to shine again)    | Tommy february6 / Malibu Convertible | 4:00  |    |    |    |    |    |    |
| 3.    | Be My Love (X'mas Version) (Version remixée)   | Hiromasa Ijichi                      | 5:44  |    |    |    |    |    |    |
| 4.    | White Love (2003 Live Memorial) (Version live) | Hiromasa Ijichi                      | 5:44  |    |    |    |    |    |    |
| 5.    | Walking in the Rain (Instrumental)             |                                      | 5:06  |    |    |    |    |    |    |
| 6.    | Stars to Shine Again (Instrumental)            |                                      | 4:00  |    |    |    |    |    |    |
| 28:58 |                                                |                                      |       |    |    |    |    |    |    |